# Четирман
Четирма́н (рос. Четырман, башк. Сытырман) — село у складі Янаульського району Башкортостану, Росія. Входить до складу Ямадинської сільської ради.
Населення — 188 осіб (2010; 215 у 2002).
Національний склад:
- удмурти — 47 %
- башкири — 31 %